# British and Irish Magnetic Telegraph Company

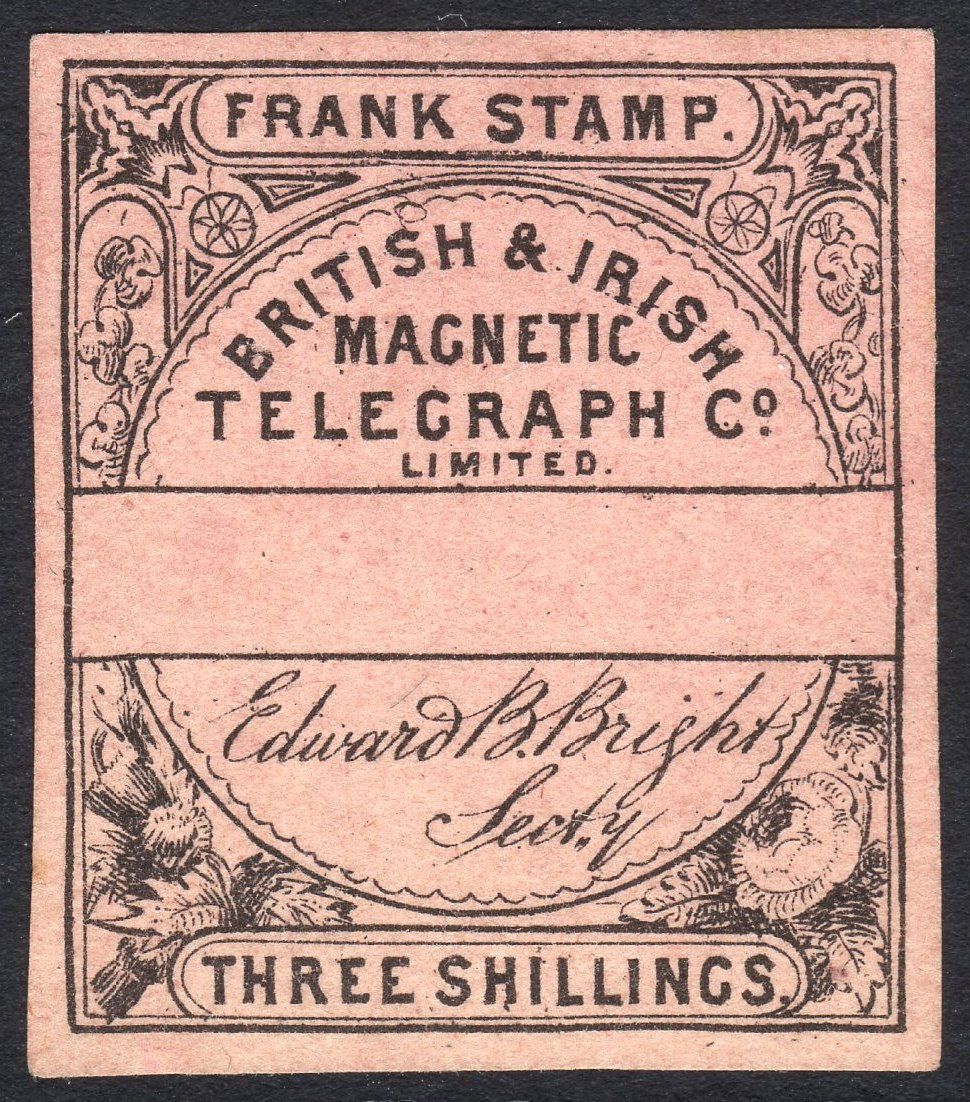
Frankiermarke der British and Irish Magnetic Telegraph Co (um 1862)

Die British and Irish Magnetic Telegraph Company („Britische und irische magnetische Telegrafengesellschaft“), kurz British & Irish Magnetic, noch kürzer Magnetic, war in der zweiten Hälfte des 19. Jahrhunderts ein Kabelunternehmen des Vereinigten Königreichs Großbritannien und Irland.

## Geschichte
Die Gesellschaft entstand im Jahr 1857 durch Fusion der English and Irish Magnetic Telegraph Company, die 1851 unter den Namen Magnetic Telegraph Company gegründet worden war, und der 1853 gegründeten British Telegraph Company. Sie übernahm von ihren beiden Vorgängerinnen ein bereits gut ausgebautes Netz von Telegrafenlinien und passte noch im selben Jahr ihr Tarifsystem an das ihres wichtigsten Mitbewerbers an, der Electric, wie die Electric Telegraph Company im Gegensatz zur Magnetic kurz genannt wurde.
Im Jahr 1870 wurden beide durch den Postmaster General verstaatlicht. Das Telegrafenwesen im Vereinigten Königreich unterstand fortan dem General Post Office (GPO).